# Lexkon Liu
Lexkon Liu，原名刘凯（1996年2月），是一位潮流艺术家，插画师，独立音乐制作人。

## 生平

### 早年经历
刘凯（Lexkon Liu），1996年2月出生于中国广东韶关。自幼对绘画与创意设计表现出浓厚兴趣，早年以涂鸦记录个人想法与内心感受。求学期间选择美术方向，初中至大学阶段接触并尝试多种艺术形式，并以“Lexkon Liu”为艺名投身插画创作。其作品逐步获得业界关注，并受邀为歌手、乐队及音乐节创作视觉艺术。

### 职业经历
2021年，参展爱奇艺《潮流合伙人》FOURTRY ART “再生符号·潮流生态圈”艺术展，作品《Z-幻象世界》入选并被收藏。
2022年，受邀参与ARCC与《中国说唱巅峰对决》明星藏品首发活动，并为说唱歌手GALI创作数字艺术作品。
2024年3月，作品《心绪漩涡：现实交错》参展CIB9第九届全国插画双年展。
2024年10月，油画作品《同舟共济：极乐之旅》在荣宝斋（深圳）第6期线上拍卖会成功拍出。
2025年2月，受邀参与PROTOPIA MAGAZINE首刊的拍摄。
2025年5月30日，艺术作品《金寂》、《秋荣》在“A Manifesto艺术慈善夜”在第三届香港国际创意博览会以高于预估三倍的价格成功拍卖。

## 协会
- 国际视觉艺术协会
- 美国插画师协会（Society of Illustrators）
- 亚洲波浪艺术新生代艺术家
- 中国青年美术家协会[11]
- 深圳市青年美术家协会
- 深圳插画师协会[12][13]

## 代表作品
《黑金禅意·三不之境》、《金鲤岂是池中物》、《衍生》、《Gangel·甘格爾》、《心绪漩涡：现实交错》、《SWAGGER TOWARDS THE MOON》、《心际穿梭者》等。